# Мдівані Полікарп Гургенович
Буду (Полікарп) Гургенович Мдівані (груз. ბუდუ მდივანი; 1877, Кутаїська губернія, Російська імперія — 10 липня 1937, Тбілісі, Грузинська РСР, СРСР) — грузинський радянський державний і партійний діяч, один з лідерів грузинської опозиції.

## Життєпис
Народився у дворянській родині в Кутаїській губернії.

### Освіта
Навчався у Московському університеті, звідки був відрахований за участь у студентських заворушеннях у 1899.

### Революційна та політична діяльність
Член РСДРП з 1903. Проводив революційну роботу у Закавказзі. Був активним учасником революції та громадянської війни.
З 1918 до лютого 1919 — член Революційної військової ради 11-ї армії Південного — Каспійсько-Кавказького фронту. З 1919 до березня 1920 обіймав посаду начальника політичного відділу 10-ї армії.
У 1920-1921 очолював КП(б) Грузії, член Кавказького бюро ЦК РКП(б).
З 19 лютого до травня 1921 — повноважний представник РРФСР у Туреччині.
У липні 1921 — лютому 1922 обіймав пост голови Революційного комітету Грузії, голови Союзної ради Закавказзя. Навесні 1922 очолював Раду народних комісарів Грузії. 12 березня-13 грудня 1922 — голова Союзної ради ЗРФСР та член Президії ЦК КП(б) Грузії.
З 1922 був одним з лідерів грузинської опозиції, яку підтримав Ленін. Та яка виступала проти сталінської «автономізації»; 1923 року приєднався до «лівої опозиції».
У 1923—1924 був членом Головного концесійного комітету СРСР, з 1924 переведений торговим представником Радянського Союзу у Франції. 1928 був звідти відкликаний за належність до опозиції та усунутий від усіх посад, виключений з партії та засланий на 3 роки до Сибіру. У 1929 заслання було замінено на 3 роки позбавлення волі.
У 1931 після подання заяви про відхід від опозиції був відновлений у ВКП(б), призначений головою Ради народного господарства й народним комісаром легкої промисловості Грузинської РСР. Також до червня 1936 року обіймав посаду першого заступника голови Ради народних комісарів Грузії.

## Арешт та страта
У 1936 був заарештований як учасник «троцькістського шпигунсько-шкідницького центру». 9 липня 1937 Верховний суд Грузії в одноденному закритому засіданні розглянув справу семи підсудних — відомих грузинських партійних працівників та засудив їх до вищої міри покарання. Розстріляний наступного дня.